# 1. Līga 2023
La 1. Līga 2023 è stata la 32ª edizione della seconda divisione del campionato lettone di calcio. La stagione è iniziata il 7 aprile ed è terminata il 12 novembre 2023. Il Grobiņa ha vinto il campionato per la prima volta nella sua storia, ottenendo la promozione in Virslīga.

## Stagione

### Novità
Il campionato è composto da 14 squadre, come nella stagione precedente: Rēzeknes FA e Smiltene, retrocessi nella precedente stagione, furono riammessi; a fronte della promozione in Virslīga dello Jelgava, nessuna squadra fu effettivamente retrocessa dalla massima serie, mentre il Salaspils, nono nella stagione precedente, rinunciò ad iscriversi.
Le nuove squadre provenienti dalla 2. Līga sono due: JFK Ventspils e Beitar Mariners.

### Formula
Le 14 squadre partecipanti si affrontano in gironi di andata e ritorno, per un totale di 26 giornate. La squadra prima classificata viene promossa in Virslīga, mentre la seconda disputa uno spareggio contro la penultima della Virslīga. Sono escluse dalla possibilità di promozione le squadre riserve. Le classificate agli ultimi due posti retrocedono in 2. Līga, mentre la terzultima giocava uno spareggio per non retrocedere contro la terza classificata della 2. Līga.
Le formazioni riserve non potevano ottenere la promozione in massima serie.

## Squadre partecipanti
| Club                 | Città     | Stagione precedente                               |
| -------------------- | --------- | ------------------------------------------------- |
| Beitar/RIGA MARINERS | Riga      | 1º in 2. Līga                                     |
| Dinamo Rīga          | Riga      | 12º in 1. Līga                                    |
| Grobiņa              | Grobiņa   | 3º in 1. Līga                                     |
| JDFS Alberts         | Rīga      | 6º in 1. Līga                                     |
| JFK Ventspils        | Ventspils | 2º in 2. Līga                                     |
| Olaine               | Olaine    | 8º in 1. Līga                                     |
| Rēzeknes FA          | Rēzekne   | 13º in 1. Līga, retrocesso e in seguito riammesso |
| RFS Riga-2           | Rīga      | 5º in 1. Līga                                     |
| Riga FC-2            | Rīga      | 2º in 1. Līga                                     |
| Saldus               | Saldus    | 10º in 1. Līga                                    |
| Skanstes             | Rīga      | 7º in 1. Līga                                     |
| Smiltene             | Smiltene  | 14º in 1. Līga, retrocesso e in seguito riammesso |
| Tukums 2000-2        | Tukums    | 11º in 1. Līga                                    |
| Valmiera-2           | Valmiera  | 4º in 1. Līga                                     |

## Classifica finale
|       | Pos. | Squadra              | Pt | G  | V  | N | P  | GF | GS | DR  |
| ----- | ---- | -------------------- | -- | -- | -- | - | -- | -- | -- | --- |
|       | 1.   | Grobiņa              | 66 | 26 | 21 | 3 | 2  | 71 | 17 | +54 |
| [ 1 ] | 2.   | Riga FC-2            | 64 | 26 | 20 | 4 | 2  | 85 | 15 | +70 |
|       | 3.   | Skanstes             | 59 | 26 | 19 | 2 | 5  | 58 | 21 | +37 |
|       | 4.   | JDFS Alberts         | 47 | 26 | 13 | 8 | 5  | 60 | 36 | +24 |
|       | 5.   | Saldus               | 40 | 26 | 12 | 4 | 10 | 40 | 28 | +12 |
| [ 1 ] | 6.   | RFS Riga-2           | 37 | 26 | 11 | 4 | 11 | 58 | 42 | +16 |
|       | 7.   | Beitar/RIGA MARINERS | 35 | 26 | 11 | 2 | 13 | 41 | 66 | -25 |
| [ 1 ] | 8.   | Tukums 2000-2        | 33 | 26 | 10 | 3 | 13 | 41 | 54 | -13 |
|       | 9.   | JFK Ventspils        | 30 | 26 | 8  | 6 | 12 | 24 | 29 | -5  |
| [ 1 ] | 10.  | Valmiera-2           | 28 | 26 | 7  | 7 | 12 | 30 | 40 | -10 |
|       | 11.  | Olaine               | 23 | 26 | 5  | 8 | 16 | 36 | 61 | -25 |
|       | 12.  | Smiltene             | 22 | 26 | 6  | 4 | 16 | 31 | 67 | -36 |
|       | 13.  | Dinamo Rīga          | 18 | 26 | 5  | 3 | 18 | 27 | 66 | -39 |
|       | 14.  | Rēzeknes FA          | 13 | 26 | 3  | 4 | 19 | 18 | 78 | -60 |

Legenda:
      Promossa in Virslīga 2024
 Ammessa allo spareggio promozione-retrocessione
      Retrocessa in 2. Līga 2024
Note:
Tre punti a vittoria, uno a pareggio, zero a sconfitta.
La classifica viene stilata secondo i seguenti criteri:
- Punti conquistati
- Punti conquistati negli scontri diretti
- Differenza reti negli scontri diretti
- Partite vinte
- Differenza reti generale
- Reti totali realizzate
- Miglior rapporto goal (goal fatti/goal subiti)
- Fair-play ranking
- Spareggio

## Spareggio promozione/retrocessione in Virslīga
Allo spareggio partecipano il nono classificato in Virslīga e il secondo classificato (escluse le squadre riserve) della 1. Līga.
|          | Risultati |          | Luogo e data           |
| -------- | --------- | -------- | ---------------------- |
| Metta    | 6 - 1     | Skanstes | Riga, 22 novembre 2023 |
| Skanstes | 1 - 2     | Metta    | Riga, 25 novembre 2022 |
|          |           |          |                        |

## Spareggio promozione/retrocessione in 2. Līga
Allo spareggio partecipano il dodicesimo classificato in 1. Līga e il terzo classificato della 2. Līga.
|              | Risultati |              | Luogo e data               |
| ------------ | --------- | ------------ | -------------------------- |
| Augšdaugavas | 3 - 1     | Smiltene     | Ilūkste, 19 novembre 2023  |
| Smiltene     | 3 - 0     | Augšdaugavas | Smiltene, 25 novembre 2023 |
|              |           |              |                            |